# Ferenc Čaba
Ferenc Čaba (ur. 11 lutego 1954) – jugosłowiański zapaśnik walczący w stylu klasycznym. Olimpijczyk z Moskwy 1980, gdzie odpadł w eliminacjach w kategorii do 68 kg.
Jedenasty na mistrzostwach Europy w 1980. Złoty medalista igrzysk śródziemnomorskich w 1979 roku.